# Engenharia de tecidos
Engenharia de tecidos, ramo da Engenharia Biomédica, é a ciência aplicada que utiliza conhecimentos de biologia, química e física para desenvolver tecidos artificiais. Pode ser aplicada à produção de pele artificial, cartilagens e tecidos ósseos. Os tecidos podem ser produzidos fazendo crescer células sobre um substracto biodegradável. O termo engenharia de tecidos surgiu em 1987, apesar de fazerem uso da técnica de clonagem, o ramo se diferencia por focar somente na reprodução de partes dos seres vivos.